# 張綸音
張綸音（？—？），字作钦，號綸寰，陕西西安府同州朝邑县人，明朝政治人物。

## 生平
少贫，侨居关门，或不举火。二亲殁，啜泣读书，成名始归。万历十九年（1591年）辛卯科陕西乡试举人，二十九年（1601年）辛丑科進士，刑部觀政，除知隆昌县，三十二年考察，三十三年改大名府儒學教授，知邵阳县，历南户部郎中，四十四年知汉阳府，四十八年升湖广按察司副使，天启二年（1622年）京察以不谨去職。在官惩奸蠹诡讼，以威稜著，而持己廉。在汉阳时，汉口赋无定数，乃立限额，不多取。朝觐例資千金，禁除之。缉巨盗百馀人，境内肃然。

## 家族
曾祖张祚。祖父张梦麟。